# Proctarrelabis kenyana
Proctarrelabis kenyana är en insektsart som beskrevs av Douglas E. Kimmins 1950. Proctarrelabis kenyana ingår i släktet Proctarrelabis och familjen fjärilsländor. Inga underarter finns listade i Catalogue of Life.